# Pterogramma conicum
Pterogramma conicum är en tvåvingeart som först beskrevs av Richards 1946.  Pterogramma conicum ingår i släktet Pterogramma och familjen hoppflugor. Inga underarter finns listade i Catalogue of Life.